# Baptiste Morizot
Baptiste Morizot   (Draguinhan, 26 de setembre de 1983) és un filòsof francès i docent a la Universitat d'Aix-Marsella. La seva recerca se centra principalment en les relacions entre els ésser humans i la resta d'éssers vius.

## Trajectòria
Morizot va estudiar a l'École normale supérieure de Lyon on va defensar una tesi doctoral el 2011 sobre el paper de l'atzar en el procés d'individuació, a la llum de l'obra de Gilbert Simondon.
La seva recerca en filosofia es va dirigir llavors al lloc de l'ésser humà entre els éssers vius. És especialment conegut per la seva obra Les Diplomates. Cohabiter avec les loups sur une autre carte du vivant, on defensa la possibilitat d'establir relacions entre els éssers humans i altres éssers vius que escapin dels models tradicionals (gestió, regulació quantitativa, santuari), en forma del que anomena una diplomatie. Aquesta diplomàcia constitueix una forma d'atenció i una manera de resoldre els conflictes entre humans i la resta d'éssers vius, a partir de la possibilitat de comunicar-se, anant així en contra de la idea que l'única relació possible amb el món viu és l'equilibri de poders.
Morizot defensa la rellevància d'una nova "gramàtica ambiental" per a valorar les nostres relacions amb altres éssers vius a l'article «Nouvelles alliances avec la terre. Une cohabitation diplomatique avec le vivant». La formulació d'aquest plantejament es concreta en un diàleg amb Bruno Latour i Pierre Charbonnier titulat «Redécouvrir la terre».
L'any 2019 va publicar un article al diari Le Monde defensant iniciatives que proposen adquirir boscos per deixar-los evolucionar lliurement, punt de partida del seu següent treball, Raviver les braises du vivant (2020). L'any 2022 es va convertir en un dels 20 copresidents d'Els Alçaments de la Terra.

## Pensament

### L'art del rastreig
Teòric i practicant del rastreig, Morizot narra a Sur la piste animale (2018) les seves experiències amb el seguiment de l'os bru, l'os grizzly al Parc Nacional de Yellowstone, la pantera de les neus al Kirguizistan i el llop a Var. El seguiment és un intent d'entendre el comportament dels animals a partir dels signes que han deixat enrere. El filòsof reprèn la hipòtesi del paper essencial que hauria tingut el seguiment en el desenvolupament de la intel·ligència humana, hipòtesi fruit del treball de l'etnòleg sud-africà Louis Liebenberg, especialista en les tècniques de caça dels san del Kalahari.
El rastreig o seguiment sembla, doncs, un art de pensar dissenyat com una forma d'atenció a altres espècies animals, abans de ser una tècnica de caça o depredació. És una manera de preparar-se per a «cohabitar» amb altres espècies identificant les seves maneres de viure i moure's per un territori. El seguiment pot revelar la presència d'animals que habiten espais que pensàvem que eren totalment nostres i permet qüestionar l'evolució de l'home com a caçador-recol·lector durant dos milions d'anys.

### Una nova sensibilitat per la vida
Prenent nota de la crisi ecològica sistèmica, l'autor pretén posar remei a un «crisi de sensibilitat», és a dir, un empobriment del que l'ésser humà pot veure, sentir i entendre del seu entorn, especialment en les relacions que manté amb altres espècies animals. La capacitat de l'home modern d'escoltar i entendre els signes donats per altres espècies ha estat considerablement disminuïda pel pensament dualista que separa l'home de la natura: «necessitem una nova cultura de la vida, com quan parlem de cultura jazz. Això és el que hem perdut pel que fa als vius, i que hem de reconstituir». Aquesta part del seu pensament i recerca s'articula principalment al voltant de l'estudi en primera persona sobre el retorn del llop a França.
Per tal de recuperar la nostra sensibilitat envers els éssers vius, Morizot proposa revisar la manera de considerar les nostres relacions amb altres espècies. L'home ha d'aprendre a deslligar-se del pensament narcisista de la seva pròpia superioritat espiritual i tècnica, que el porta a ser completament cec i sord respecte als vius. D'altra banda, els animals no s'han de considerar inferiors o superiors: «sobretot, encarnen altres maneres de ser vius». Com a projecte filosòfic, la restauració de la sensibilitat humana cap als éssers vius empeny l'autor a explorar conceptes com el de «d'interdependència» entre espècies, de «comunitat d'importància» o «diplomàcia de les interdependències».
El diplomàtic pot intercedir per a recordar-nos el moment en què oblidem que l'home és inseparable d'altres espècies, siguin domèstiques (ovelles) o salvatges (llops). Aquest treball d'intermediació té l'efecte de desdibuixar les posicions establertes, de manera que és impossible defensar un camp contra un altre. El diplomàtic, en definitiva, es posa al servei de la relació mateixa, al servei de la manera com es poden combinar els usos humans d'un territori amb usos no humans. Es tracta d'aprendre a viure diferent: «viure és sempre conviure, entre altres formes de vida».